# Consiglio dei ministri del Mali
Il Consiglio dei ministri del Mali è il ramo esecutivo del governo nominato dal Presidente della Repubblica maliana.
Dal colpo di stato del 2020 è in vacante.